# Popești-Leordeni
Popești-Leordeni là một thị xã thuộc hạt Ilfov, România. Dân số thời điểm năm 2002 là 15114 người.